# Ernst Streng
Pour les articles homonymes, voir Streng.
Ernst Streng, né le 21 janvier 1942 à Cologne et mort le 27 mars 1993, est un coureur cycliste allemand. Il a notamment été champion olympique et champion du monde amateurs de poursuite par équipes en 1964, avec Lothar Claesges, Karl Link et Karl-Heinz Henrichs. Il a ensuite été professionnel de 1965 à 1970 et a participé au Tour de France 1968.

## Palmarès sur piste

### Jeux olympiques
- Tokyo 1964
  -  Champion olympique de poursuite par équipes (avec Lothar Claesges, Karl Link, Karl-Heinz Henrichs)

### Championnats du monde
- Rocourt 1963
  -  Médaillé d'argent de la poursuite par équipes amateurs

- Paris 1964
  -  Champion du monde de poursuite par équipes amateurs (avec Lothar Claesges, Karl Link et Karl-Heinz Henrichs)

## Palmarès sur route
- 1969
  - 3e du championnat d'Allemagne sur route

## Résultats sur le Tour de France
- 1968 : abandon 11e étape